# Саншайн-Эйкерс (Флорида)
Саншайн-Эйкерс (англ. Sunshine Acres) — статистически обособленная местность, расположенная в округе Брауард (штат Флорида, США) с населением в 827 человек по статистическим данным переписи 2000 года.

## География
По данным Бюро переписи населения США статистически обособленная местность Саншайн-Эйкерс имеет общую площадь в 2,59 квадратных километров, водных ресурсов в черте населённого пункта не имеется.

## Демография
По данным переписи населения 2000 года в Саншайн-Эйкерс проживало 827 человек, 214 семей, насчитывалось 242 домашних хозяйств и 247 жилых домов. Средняя плотность населения составляла около 319,31 человек на один квадратный километр. Расовый состав населённого пункта распределился следующим образом: 88,39 % белых, 5,44 % — чёрных или афроамериканцев, 2,06 % — азиатов, 1,93 % — представителей смешанных рас, 2,18 % — других народностей. Испаноговорящие составили 10,88 % от всех жителей статистически обособленной местности.
Из 242 домашних хозяйств в 44,2 % воспитывали детей в возрасте до 18 лет, 79,3 % представляли собой совместно проживающие супружеские пары, в 5,8 % семей женщины проживали без мужей, 11,2 % не имели семей. 6,6 % от общего числа семей на момент переписи жили самостоятельно, при этом 2,1 % составили одинокие пожилые люди в возрасте 65 лет и старше. Средний размер домашнего хозяйства составил 3,38 человек, а средний размер семьи — 3,56 человек.
Население статистически обособленной местности по возрастному диапазону по данным переписи 2000 года распределилось следующим образом: 30,2 % — жители младше 18 лет, 5,2 % — между 18 и 24 годами, 25,5 % — от 25 до 44 лет, 29,1 % — от 45 до 64 лет и 9,9 % — в возрасте 65 лет и старше. Средний возраст жителей составил 39 лет. На каждые 100 женщин в Саншайн-Эйкерс приходилось 111,0 мужчин, при этом на каждые сто женщин 18 лет и старше приходилось 106,8 мужчин также старше 18 лет.
Средний доход на одно домашнее хозяйство статистически обособленной местности составил 70 375 долларов США, а средний доход на одну семью — 71 625 долларов. При этом мужчины имели средний доход в 51 927 долларов США в год против 19 865 долларов среднегодового дохода у женщин. Доход на душу населения статистически обособленной местности составил 70 375 долларов в год. Все семьи имели доход, превышающий уровень бедности, 4,3 % от всей численности населения находилось на момент переписи населения за чертой бедности, при том все жители младше 18 и старше 65 лет имели совокупный доход, превышающий прожиточный минимум.